# Fan Girl

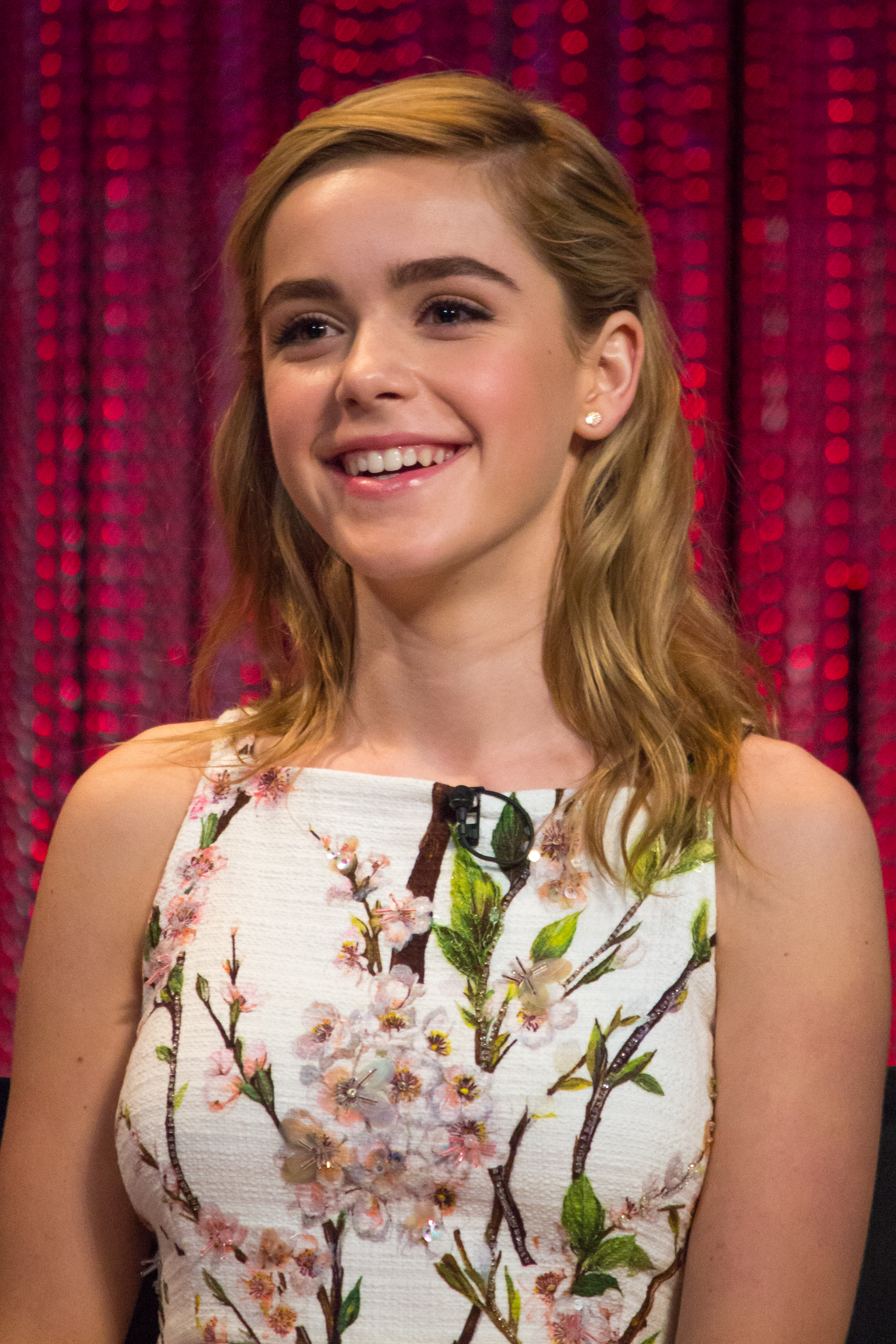
A atriz Kiernan Shipka interpretou a personagem Telulah Farrow no filme.

Fan Girl é um filme independente estado-unidense do género comédia adolescente, realizado por Paul Jarrett e escrito por Gina O'Brien. Foi protagonizado por Kiernan Shipka, Meg Ryan e pela banda All Time Low. Fez sua estreia mundialmente no Festival de Cinema de Los Angeles a 16 de junho de 2015. Estreou-se no canal ABC Family (atualmente Freeform) a 3 de outubro de 2015.

## Elenco
- Kiernan Shipka como Telulah "Lu" Farrow
- All Time Low
- Meg Ryan como Mary Farrow
- Tess Frazer como Claire Bovary
- Kara Hayward como James ou Jamie
- Joshua Boone como Darvan
- Pico Alexander como Charles ou Charlie
- Danny Flaherty como Hashtag
- Annie Q. como Rosemarie
- Nicole Coulon como Holly
- Beanie Feldstein como Anna
- Frederick Buford como Joey
- Nadia Alexander como Kim
- Bill Sage como Mike Bovary